# 愛的空間 (韓國電影)
《愛的空間》（：／ Donggam）是一部於2000年出品的韓國電影，由金正權執導，金荷娜及劉智泰主演，電影講述時空分隔了兩個年頭的男女主人翁，透過一部舊式無線電通話機互相交流的愛情故事。
日本於2001年推出重拍版本《時間的香氣》，由山川直人執導，吹石一惠及齋藤工主演。
又於2022年重拍共感頻率，由呂珍九、趙怡賢、金惠允、羅人友及裴仁赫主演

## 劇情介紹
1979年，尹素恩是新羅大學英語系三年級的學生，她一直暗戀著自己的前輩東熙，她對美好生活十分憧憬，但東熙喜歡的是另一個學生。
某天，素恩偶然獲得一部舊式無線電通話機。一天晚上，通話機傳來一把陌生的男聲，素恩在好奇心驅使下與對方展開對話，更發現對方與自己就讀同一所大學，叫池仁。兩人於是相約第二天在校內鐘樓見面，怎知到了約定那天，素恩在一片蔚藍天空下等待，仁卻在暴風雨下苦候，兩人始終未能碰面。
到了晚上，兩人再次通話，追究失約原因時，竟然發現原來兩人身處在不同的時代空間。素恩生活在1979年，而仁則是在2000年，跨越時空的交談令彼此驚嘆不已。那一晚，他們把自己的感情事都向對方傾訴了，不知不覺中，兩人的感情加深了。
仁告訴素恩自己的父母也是新羅大學的學生，而且那就是東熙與東熙的戀人善美⋯

## 演員陣容
- 金荷娜 飾 尹素恩
- 劉智泰 飾 池　仁
- 朴埇佑 飾 池東熙
- 河智苑 飾 徐賢智
- 金敏珠（朝鲜语：김민주 (배우)） 飾 許善美
- 申哲振（朝鲜语：신철진） 飾 守衛

## 獎項
| - 第38屆大鐘獎（2001年） - 「最佳攝影獎」：鄭光石 - 「最佳男新人獎」：劉智泰 - 「最佳女新人獎」：金荷娜 - 第21屆青龍電影獎（2000年） - 「最佳男主角獎」：劉智泰 - 「最佳女主角獎」：金荷娜 - 「最佳新導演獎」：金正權 | - 第21屆青龍電影獎（2000年） - 「最佳女配角獎」：河智苑 - 「人氣明星獎」：劉智泰 - 第8屆春史電影獎（2000年） - 「最佳新導演獎」：金正權 - 「最佳男新人獎」：劉智泰 - 第1屆釜山電影評論家協會獎（2000年） - 「最佳男新人獎」：劉智泰 |

## 外部連結
- 互联网电影数据库（IMDb）上《愛的空間》的资料（英文）
- 韩国电影数据库（KMDb）上《愛的空間》的資料